# Makabra (film)
Makabra (wł. Macabro) – włoski film grozy z 1980 roku w reżyserii Lamberto Bavy.

## Fabuła
Jane jest młodą mężatką, matką dwójki dzieci, która regularnie spotyka się z kochankiem. Podczas jednej z jej schadzek, córka topi w wannie młodszego brata, po czym telefonicznie informuje matkę, że brat utopił się przypadkiem. Podczas pośpiesznego powrotu do domu dochodzi do wypadku samochodowego, w którym ginie kochanek Jane. Zrozpaczona kobieta trafia do szpitala psychiatrycznego. Opuszcza go po roku i wprowadza do nowego domu, który wynajmuje jej znajomy – niewidomy mężczyzna Robert. Robert jest bardzo zafascynowany piękną lokatorką, nie wie jednak o pewnym makabrycznym sekrecie. Jej dziwne zachowanie daje mu jednak coraz więcej do myślenia, podobnie jak zachowanie odwiedzającej ją córki.

## Obsada
- Bernice Stegers - Jane Baker
- Veronica Zinny - Lucy Baker
- Stanko Molnar - Robert Duval
- Elisa Kadigia Bove - pani Duval
- Fernando Pannullo - Leslie Baker
- Ferdinando Orlandi - pan Wells
- Roberto Posse - Fred Kellerman

## Produkcja
Zdjęcia kręcono w Crespi d’Adda (prowincja Bergamo), Gardone Riviera (prowincja Brescia) oraz w Nowym Orleanie.